# ژوائو گیلرمو
ژوائو گیلرمو (به پرتغالی: João Guilherme Leme Amorim) مدافع، [[Football (soccer) positions#هافبک (DM)|هافبک]] اهل برزیل است که در شهر Bilac و در تاریخ ۲۱ آوریل ۱۹۸۶ به دنیا آمده‌است.
ژوائو گیلرمو در تیم‌های فوتبال باشگاه ورزشی اینترناسیونال سابقهٔ حضور دارد.